# Getransfigeerd charter

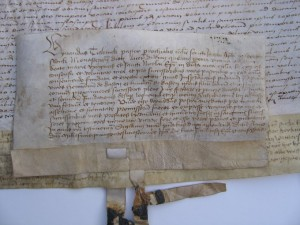
Transfix

Getransfigeerde charters, ook wel transfix genoemd, zijn meerdere oorkondes die aan elkaar vast zitten. Ze worden verbonden door de zegelstaart van de nieuwste oorkonde door de oudere oorkonde heen te steken, waarna het zegel wordt bevestigd.
Oorkondes die op deze wijze bij elkaar worden gehouden horen inhoudelijk bij elkaar. Zo kunnen retroacta aan de oorspronkelijke akte verbonden worden, maar bijvoorbeeld ook transportaktes welke over hetzelfde eigendom gaan.
Meestal worden er slechts twee met elkaar verbonden, echter in sommige gevallen kunnen er meerdere, tot wel twintig, getransfigeerd zijn. In archiefinventarissen wordt de aanwezigheid van een verbonden oorkonde meestal weergegeven als: "1 charter, 1 transfix".